# Guitar Gangsters & Cadillac Blood
Guitar Gangsters & Cadillac Blood er det tredje studiealbum fra den danske heavy metalgruppe Volbeat. Det udkom 28. august 2008 via Mascot Records. Det indeholdt 12 nye sange, skrevet af forsangeren Michael Poulsen, og to covernumre; "Making Believe" og "I'm So Lonesome I Could Cry". Syv af sangene deler samme tema i teksterne, hvilket bliver fortsat på de senere albums. Pernille Rosendahl fra The Storm medvirkede desuden på sangen "Mary Ann's Place". Albummet blev indspillet i Hansen Studios ligesom deres to tidligere albums.
Guitar Gangsters & Cadillac Blood blev godt modtaget af både anmeldere og lyttere, og det nåede således #1 på de danske og finske albumhitlister. Det solgte platin i Danmark og guld i Finland, Sverige og Tyskland.
Førstesinglen "Maybellene i Hofteholder" toppede som nummer fem på den danske singlehitliste og solgte guld i Danmark, mens "Mary Ann's Place" nåede førstepladsen på Tjeklisten. "Still Counting" blev senere genudgivet på Beyond Hell/Above Heaven, og den 21. juli 2012 blev "Still Counting" nummer et på Billboards Mainstream Rock Songs.
Albummet blev nomineret til flere priser, og vandt "Bedste album" og "Bedste produktion" ved Danish Music Awards. Singlen "Maybellene i Hofteholder" vandt prisen som "Årets lytterhit" ved P3 Guld.

## Produktion
Før udgivelsen af det foregående album, Rock the Rebel / Metal the Devil, spillede Volbeat omkring 100 koncerter på 9 måneder. Under denne turne samlede bandet ideer til nye sange. Den primære sangskriver, forsangeren Michael Poulsen, skrev en del af disse ideer ned på sin mobiltelefon. Udover coverversionerne har Poulsen skrevet 99 procent af musikken, mens de andre bandmedlemmer har bidraget med små dele. Thomas Bredahl skrev eksempelvis den reggaeagtige intro til "Still Counting".
Indspilningerne foregik fra 31. marts til 23. april 2008 i Hansen Studios i Ribe. Ligesom med deres tidligere albums var Jacob Hansen producer på albummet. Der blev skrevet 28 sange til albummet, hvoraf de 14 blev udvalgt. Blandt disse er covernumre. Den ene er Hank Williams' "I'm So Lonesome I Could Cry", der er inspireret af Elvis Presley og Me First and the Gimme Gimmes' version. Den anden er nummeret "Making Believe", der oprindeligt blev skrevet af Jimmy Work og fremført af Hank Williams. Volbeats version er dog mere inspireret af det amerikanske punkband Social Distortion version fra deres album Somewhere Between Heaven and Hell (1992).
Nummeret "Mary Ann's Place" blev indspillet som en duet med Pernille Rosendahl fra The Storm og Poulsen. Sangen blev spillet flere gange under koncerter, inden bandet gik i studiet. Poulsen mente dog, at den godt kunne bruge en kvindelig vokal, og da han under en køretur havde lyttet til en CD med Swan Lee, hvor Rosendahl var forsanger, kontaktede han hende. Produceren, Jacob Hansen, sang baggrundsvokal på dette og flere andre numre.
Guitaristen Anders Pedersen, der også var gæstemusiker på det foregående album, medvirkede på hawaiiguitar på introen, "We" og "Wild Rover of Hell".
Sangen "Light a Way" er tilegnet Poulsens afdøde far, og den blev spillet ved hans begravelse kort inden pladens udgivelse. Oprindeligt havde Poulsen tænkt, at omkvædet skulle have en kvindelig vokal, men da han ikke kunne finde nogen passende sangerinde, skrev han i stedet teksten til koret, og sang omkvædet selv.
Albumtitlen kom efter at Poulsen havde hørt et en sang med bandet Social Distortion.
| Citat           | Mike Ness sang noget i stil med "I´m a guitar gangster without a tune" eller noget i den retning. Jeg tænkte over ordene "Guitar Gangster", og pludselig summede det af billeder og ideer i mit hoved. | Citat |
| Michael Poulsen | |       |

Der blev indspillet musikvideoer til "Maybelenne i Hofteholder" (instrueret af Claus Vedel), "Mary Ann's Place" (instrueret af Alex Diezinger) og "We" produceret i AVA-studios i Tyskland.

## Baggrund
Hovedtemaet på albummet handler om en mand, der bliver fundet i midten af en ørken i en cadillac. Han er blevet skudt med syv skud. Da politiet ankommer, er mand og bil forsvundet. Den myrdede tager til byen 10 House City i Mississippi, hvor han danner bandet "Guitar Gangserts & Cadillac Blood" sammen med nogle andre. Bandet tager på turne i USA for at finde morderen. Syv af albummets sange omhandler denne fortælling. Protagonisten i historien er afbildet på albumcoveret. Historien er dog ikke færdig med dette album, da Poulsen har udtalt mandens identitet og årsagen til, at han er blevet myrdet, bliver afsløret på det næste album. I et andet interview indrømmede Poulsen, at han endnu ikke selv kendte årsagen til mordet, da musikken til næste album endnu ikke var skrevet.
"Back to Prom" handler om en indbygger 10 House City, hvis største drøm er at have levet i 1950'erne. "Maybellene i Hofteholder" handler om en stalker, der er besat af stripperen Maybellene, der danser på byens bar. "A Broken Man and the Dawn" handler om en mand, der vender hjem fra krig og sidder alene i sin lejlighed i 10 House City. Hans kæreste, som han ville have giftet sig med inden krige, er i mellemtiden død af kræft.
"Wild Rover of Hell" er en hyldest til Metallica, der har haft stor indflydelse på Volbeat. Protagonisten i sangen kører på en motorvej og lytter til Metallica-albummet Ride the Lightning. "We" er inspireret af country og særligt Johnny Cash.
I sangen "Still Counting" sidder indbyggerne i 10 House City og medlemmer af bandet i baren og snakker. Grundlæggende handler den om, at det er nemt for folk at dømme andre som løgnere eller idioter. "Light a Way" fortæller om en lille dreng, der med magt bliver taget fra sin mor som slave. Han tjener sine penge ved at pudse sko i 10 House City, og han håber, at han en dag kan komme til at se sin mor igen. I "Find That Soul" synger sangeren fra bandet "Guitar Gangsters & Cadillac Blood" en sang for gæsterne i baren, inden han forlader byen.
Sangen "Mary Ann's Place fortsætter historien fra sangene "Danny & Lucy" og "Fire Song" fra The Strength / The Sound / The Songs og "Mr & Mrs Ness" fra Rock the Rebel / Metal the Devil. Mary Ann er navnet på Lucys mor, som begik selvmord i sangen "Mr & Mrs Ness". Hendes mand, der er uskyldig, er blevet fængslet for hendes mord, og under en prøveløsladelse besøger han sin kone og datters grav, der ligger ved siden af hinanden.

## Udgivelse
Udover den normale CD-version med 14 sange, blev der udgivet en dansk version med yderligere to numre. Disse var live-versioner af sangene "Rebel Monster" og "Soulweeper 2". Den 5. juni 2009 blev der udgivet en limited "Tour Edition" af albummet. Det indeholdt bl.a. et andet albumcover og musikvideoer til sangene "We", "Maybellene i Hofteholder" og "Sad Man's Tongue" fra Rock The Rebel / Metal The Devil.
Den første single, "Maybellene i Hofteholder" blev udgivet digitalt et par uger inden selve albummet. Allerede kort efter udgivelsen blev nummeret Ugens Uundgåelige på P3. Den anden single, "Mary Ann's Place", havde "Still Counting" som b-side.

## Modtagelse

### Anmeldelser
Guitar Gangsters & Cadillac Blood blev modtaget særdeles godt af anmeldere i både ind- og udland og flere gav topkarakterer.
BTs anmelder, Steffen Jungersen, kaldte Guitar Gangsters & Cadillac Blood bedre end forgængeren og skrev at "Michael Poulsen har aldrig sunget så godt før, og hans vokal er himmelstræbende hér". Særligt "A Broken Man and the Dawn" blev fremhævet og kaldt et mesterværk. Han gav 6/6 stjerner. Lars Asmussen fra Diskant.dk skrev, at albummet var så "utroligt melodiøst og dansabelt, samtidigt med at det metalliske input bevares", hvilket gjorde at der "i endnu højere grad end tidligere [ville] være noget for enhver smag." Her blev også Rosendahls medvirken på "Mary Ann's Place" kaldt "et fornøjeligt friskt pust." Han kaldte desuden Volbeat for "Danmarks bedste indenfor genren [heavy metal] i disse år." Asmussen gav 9/10 stjerner. GAFFAs anmelder Keld Rud kaldte gruppens album for det "mest modige, melodiske og samtidig også bedste udspil fra Volbeat til dato." Den eneste kritik var Jacob Hansens produktion, som ifølge Rud ikke matcher "den tørre, dyre amerikanske produktion, Volbeats musik fortjener." Han gav 5/6 stjerner. En anden GAFFA-anmelder skrev i en gennemgang af albummets sange allerede inden udgivelsen, at strygensemblet på "Light a Way" tilførte et "hidtil uhørt episk udtryk til musikken", og at "Find That Soul" var "en lidt kedelig afslutning på et ellers fornemt eksekveret værk." Han roste til gengæld Anders Pedersens slide-solo på "We". Politikens anmelder, Erik Jensen skrev, at det klædte "den ekstremt velspillende gruppe at satse endnu mere på rock’n’roll". Desuden mente han, at albummet "bliver bedre og bedre for hver gennemlytning" og at de har "vist, at gruppen magter og mestrer det store metalliske rockalbum." Jensen gav 5/6 hjerter. Helldrivers anmelder var blandt de mest kritiske. Han skrev bl.a. at han havde en følelse af "at lytte til The Offspring og intet andet." Han kaldte også riffet i "Maybelenne I Hofteholder" for "cheasy" og skrev at han "ikke rigtigt brød sig om Michael Poulsens stemme". Kun "Wild Rover Of Hell" var ifølge anmelderen interessant, og han gav seks ud af ti point.
Ligesom med det foregående album blev Guitar Gangsters & Cadillac Blood valgt til månedens album af heavy metal-magasinet Metal Hammer. Redaktøren Frank Thiessies skrev, at Volbeat med dette album "havde sikret sig deres niche på scenen i heavy-historien". Thiessies gav 7/10 point. Det tyske rockmagasin Rock Hard kom det på en andenplads i soundcheck med gennemsnitlig score på 8,2 ud af 10 point. Frank Albrecht skrev i sin anmeldelse, af albummet at "der ikke var noget at klage over". Kun den "lidt kedelige "Find That Soul" forhindrede Volbeat i at opnå det højeste pointtal for tredje gange i træk." Albrecht gav 9,5/10 point. Björn Gieseler fra onlinemagasinet Bloodchamber tildelte albummet den højeste karakter, fordi Volbeat "i produktion, variation af sange og især den vokale volumen i Michael Poulsen har taget et stort spring frem".

### Kommerciel succes
Guitar Gangsters & Cadillac Blood toppede som #1 på Hitlistens Album Top-40 i Danmark og Finland's Official Lists albumhitliste. I Sverige nåede albummet #4. Det nåede desuden andre placeringer i top 30 med #15 i Tyskland, #26 i Østrig, #28 i Norge, #29 i Holland og #30 i Schweiz. Mindre end en måned efter udgivelsen havde albummet solgt guld i Danmark, og den 7. januar 2009 havde det solgt platin. I juni 2009 modtog albummet en guldplade i Finland, som det første sted uden for Danmark. I Sverige solgte det guld i oktober 2010, og i 2013 havde albummet solgt guld i Tyskland.
På Tjeklisten nåede "Maybellene i Hofteholder" #5 og var 9 uger på listen, "Mary Ann's Place" #1 og var 12 uger på listen og "We" #13 og røg ud efter to uger.

### Priser
Guitar Gangsters & Cadillac Blood blev nomineret til flere musikpriser. Til Danish Metal Awards vandt albummet prisen som "Bedste album" og "Bedste produktion". Det blev desuden nomineret til "Bedste albumcover". Ved Danish Music Awards blev bandet både nomineret til "Årets Nye Danske Navn", og albummet blev nomineret til "Årets Danske Rock Udgivelse".
Læserne af det tyske blad Metal Hammer stemte Guitar Gangsters & Cadillac Blood ind på en sjetteplads over "Bedste album i 2008" og en ottendeplads for "Bedste Cover i 2008". Læserne af Rock Hard stemte albummet ind som #5 i kategorien "Årets album".
Singlen "Maybellene i Hofteholder" solgte guld i november 2010. Den blev desuden nomineret til "Årets lytterhit" ved P3 Guld i 2008, som den vandt. Sangen blev også nomineret til "Bedste musikvideo" ved Danish Metal Awards. Året efter blev musikvideoen til "We" nomineret i samme kategori.

## Spor
1. "End of the Road" – 01:05
2. "Guitar Gangsters & Cadillac Blood" – 03:08
3. "Back to Prom" – 01:51
4. "Mary Ann's Place" feat. Pernille Rosendahl– 03:41
5. "Hallelujah Goat" – 03:30
6. "Maybellene i Hofteholder" – 03:20
7. "We" – 03:46
8. "Still Counting" – 04:21
9. "Light a Way" – 4:42
10. "Wild Rover of Hell" – 03:42
11. "I'm So Lonely I Could Cry" (Hank Williams) – 03:21
12. "A Broken Man and the Dawn" – 04:45
13. "Find That Soul" – 03:43
14. "Making Believe" (Jimmy Work) – 03:29
15. "Rebel Monster (Live)" – 03:45 (Dansk bonusnummer)
16. "Soulweeper 2 (Live)" – 04:30 (Dansk bonusnummer)

## Medvirkende

### Volbeat
- Michael Poulsen - vokal, guitar
- Anders Kjølholm - bas
- Jon Larsen - trommer
- Thomas Bredahl - lead guitar

### Gæstemusikere
- Anders Pedersen - hawaiiguitar på "End of the Road" og "We"
- Pernille Rosendahl - vokal på "Mary Ann's Place"
- Jacob Hansen - baggrundsvokal på "Back to Prom", "We", "Still Counting", "Light A Way", "Find That Soul", "Making Believe" samt guitar og baggrundsvokal på "Maybellene I Hofteholder"[4][50]
- Christian Pedersen - akustisk guitar på "Mary Ann's Place", "Maybellene i Hofteholder", "We" og "A Broken Man and the Dawn"[4]
- Morten Lambertsen - strengearrangement på "Light a Way"[4]

## Hitlister og certificeringer

### Album
| Hitliste (2008)               | Højeste placering | Certificering |
| ----------------------------- | ----------------- | ------------- |
| Belgien (Ultratop Flanderen)  | 60                |               |
| Danmark (Album Top-40)        | 1                 | Platin        |
| Finland (Musiikkituottajat)   | 1                 | Guld          |
| Holland (Album Top 100)       | 29                |               |
| Norge (VG-lista)              | 28                |               |
| Schweiz (Schweizer Hitparade) | 30                |               |
| Sverige (Sverigetopplistan)   | 4                 | Guld          |
| Tyskland (Media Control)      | 15                | Guld          |
| Østrig (Ö3 Austria)           | 30                |               |

### Singler
| Titel                                             | År   | Højeste hitlisteplacering | Højeste hitlisteplacering | Højeste hitlisteplacering | Højeste hitlisteplacering | Certificeringer  |
| Titel                                             | År   | DAN                       | USA Hard Rock             | USA Main. Rock            | USA Rock                  | Certificeringer  |
| ------------------------------------------------- | ---- | ------------------------- | ------------------------- | ------------------------- | ------------------------- | ---------------- |
| "Maybellene i Hofteholder"                        | 2008 | 5                         | —                         | —                         | —                         | - IFPI DEN: Guld |
| "Mary Ann's Place" (featuring Pernille Rosendahl) | 2008 | 35                        | —                         | —                         | —                         | —                |
| "We"                                              | 2009 | —                         | —                         | —                         | —                         | —                |
| "Still Counting"                                  | 2012 | —                         | 6                         | 1                         | 16                        | —                |